# Нерони, Лучано

Лучано Нерони (итал. Luciano Neroni Malaspina; 11 февраля 1909, Рипатрансоне, Италия — 23 октября 1951, Рипатрансоне, Италия) — итальянский оперный певец (бас-профундо).

## Биография
Родился в творческой семье, с раннего возраста обучался вокалу у виднейших преподавателей своего времени. Его дебют состоялся в 1931 году, и до начала Второй мировой войны талант Нерони смог покорить ведущие театры Италии, включая легендарный Ла Скала. Пик его популярности относится к послевоенному периоду — в 1950 году Нерони получил приглашение от Метрополитен-опера (Нью-Йорк), но внезапная смерть от сердечного приступа не дала осуществиться его планам.
Несмотря на то, что исполнитель скончался в 42 года, его голос стал эталоном для многих оперных певцов. Богатый бас-профундо в сочетании с великолепным владением техникой бельканто, ровный во всех регистрах голос демонстрирует всю свою красоту не в студийных записях (довольно многочисленных по тому времени), но в «живых» выступлениях певца (например, хрестоматийная запись «Набукко» с Марией Каллас, где Нерони исполнил роль Захарии).
Голос и техника певца почти сразу после его появления на оперной сцене вызвали интерес звукозаписывающих компаний. Так, в 1938 итальянской радиовещательной компанией EIAR была осуществлена запись оперы «Турандот» с Лучано Нерони в роли Тимура, а в 1939 году список пополнился записью «Лючии ди Ламмермур», где голос Нерони (несмотря на то, что бас-профундо считается «неповоротливым») показал свою колоратурную лёгкость в роли Раймонда. Стоит отметить и блестяще звучащую арию Зарастро из «Волшебной флейты» — поистине глубочайший низ (фа большой октавы) настоящего профундо[уточнить].
В декабре 1950 проявляются первые симптомы заболевания, но продолжал выступать. В августе 1951 родилась дочь Брюнхильда, ему предложили участие в спектакле в Метрополитен опере, но он уже не смог выступить. Умер 23 октября 1951 года.

## Память
В Италии проходит ежегодный конкурс вокалистов имени Лучано Нерони, куда съезжаются лучшие оперные исполнители со всего мира.